# Borolia melianoides
Borolia melianoides är en fjärilsart som beskrevs av Heinrich Benno Möschler 1884. Borolia melianoides ingår i släktet Borolia och familjen nattflyn. Inga underarter finns listade i Catalogue of Life.